# SV Adler Weidenhausen
Der SV Adler Weidenhausen ist ein Sportverein aus dem Ortsteil Weidenhausen der Gemeinde Meißner im Werra-Meißner-Kreis. Neben der Hauptabteilung Fußball mit zwei Herrenteams gibt es noch Abteilungen für Zumba, Gymnastik und Rückenschule. Als bisher größter Erfolg stieg die erste Mannschaft 2022 als erste Mannschaft aus dem Werra-Meißner-Kreis in die Hessenliga auf.

## Erfolge
- Aufstieg in die Hessenliga: 2022